# Кубок Ірландії з футболу 2024
Кубок Ірландії з футболу 2024 — 104-й розіграш кубкового футбольного турніру в Ірландії. Титул удруге здобув Дроеда Юнайтед.

## Календар
| Раунд            | Дата                 | Матчі | Клуби   |
| ---------------- | -------------------- | ----- | ------- |
| Попередній раунд | 17 – 19 травня 2024  | 8     | 40 → 32 |
| 1/16 фіналу      | 19 – 21 липня 2024   | 16    | 32 → 16 |
| 1/8 фіналу       | 16 – 18 серпня 2024  | 8     | 16 → 8  |
| 1/4 фіналу       | 13 – 14 вересня 2024 | 4     | 8 → 4   |
| 1/2 фіналу       | 4 – 6 жовтня 2024    | 2     | 4 → 2   |
| Фінал            | 10 листопада 2024    | 1     | 2 → 1   |

## 1/8 фіналу
| Команда 1         | Рахунок      | Команда 2      |
| ----------------- | ------------ | -------------- |
| 16 серпня 2024    |              |                |
| Балліфермот       | 0–3          | Вексфорд Ютс   |
| Корк Сіті         | 0–1          | Деррі Сіті     |
| Дроеда Юнайтед    | 9–0          | Вілтон Юнайтед |
| Шелбурн           | 1–1 пен. 5–3 | Голвей Юнайтед |
| Тріті Юнайтед     | 7–0          | Пайк Роверс    |
| Вотерфорд Юнайтед | 2–3 дч       | Атлон Таун     |
| 17 серпня 2024    |              |                |
| Слайго Роверз     | 0–2          | УКД            |
| 18 серпня 2024    |              |                |
| Керрі             | 2–2 пен. 2–4 | Богеміан       |

## 1/4 фіналу
| Команда 1       | Рахунок | Команда 2      |
| --------------- | ------- | -------------- |
| 13 вересня 2024 |         |                |
| УКД             | 0–4     | Богеміан       |
| Атлон Таун      | 1–4     | Дроеда Юнайтед |
| Вексфорд Ютс    | 4–1     | Тріті Юнайтед  |
| 14 вересня 2024 |         |                |
| Деррі Сіті      | 2–0     | Шелбурн        |

## 1/2 фіналу
| Команда 1      | Рахунок | Команда 2    |
| -------------- | ------- | ------------ |
| 4 жовтня 2024  |         |              |
| Богеміан       | 0–2     | Деррі Сіті   |
| 6 жовтня 2024  |         |              |
| Дроеда Юнайтед | 3–2     | Вексфорд Ютс |

## Фінал
| 10 листопада 2024 15:00 |

| Дроеда Юнайтед                        | 2–0      | Деррі Сіті |
| ------------------------------------- | -------- | ---------- |
| А. Квінн 37' Джеймс-Тейлор 58' (пен.) | Протокол |            |

| Авіва, Дублін Глядачів: 38 723 |